# Roumanie au Concours Eurovision de la chanson 2009
La Roumanie a participé au Concours Eurovision de la chanson 2009.

## Résultats
| #  | Interprète(s)  | Chanson                     | Votes | Jury | Points | Place |
| -- | -------------- | --------------------------- | ----- | ---- | ------ | ----- |
| 1  | Popas Band     | "Striga"                    | 1     | 4    | 5      | 8     |
| 2  | Costi          | "Can you forgive"           | 0     | 3    | 3      | 10    |
| 3  | Blaxy girls    | "Dear mama"                 | 12    | 6    | 18     | 2     |
| 4  | Red blonde     | "Nu am cu cine"             | 2     | 2    | 4      | 9     |
| 5  | ZERO           | "Sunny days"                | 5     | 7    | 12     | 4     |
| 6  | Elena Gheorghe | "The balkan girls"          | 10    | 12   | 22     | 1     |
| 7  | Tabassco       | "Purple"                    | 4     | 8    | 12     | 4     |
| 8  | Cătălin        | "Stop"                      | 8     | 10   | 18     | 2     |
| 9  | Dalma Kovács   | "Love Was Never Her Friend" | 6     | 5    | 11     | 6     |
| 10 | Alin Nica      | "Don't Leave"               | 3     | 0    | 3      | 10    |
| 11 | Tina           | "Pleacă!"                   | 7     | 1    | 8      | 7     |
| 12 | IMBA           | "Round & Round"             | 0     | 0    | 0      | 12    |